# Meiolania
La meiolania (gen. Meiolania) è una tartaruga estinta, vissuta tra l'Oligocene e l'Olocene in Oceania. I primi esemplari vissero circa 30 milioni di anni fa e il genere prosperò fino al Pleistocene; una popolazione relitta sopravvisse in Nuova Caledonia fino a circa 2000 anni fa.

## Descrizione
Questa testuggine era di dimensioni enormi: poteva raggiungere la lunghezza di 2,5 metri, e rappresenta la testuggine terrestre più grande mai esistita dopo la Testudo atlas. La meiolania possedeva un cranio piuttosto insolito, dotato di numerose protuberanze nodose e simili a corna. Due lunghi aculei sporgevano dalla parte posteriore e formavano un corto arco, che conferiva all'intero cranio un'ampiezza di circa 60 centimetri. Queste corna non permettevano all'animale di ritrarre il capo nel carapace, come invece avviene nelle tartarughe odierne. La coda era anch'essa protetta da “anelli” corazzati, ed era dotata di aculei allungati nella parte posteriore. In generale, la forma del corpo della meiolania richiama notevolmente i dinosauri anchilosauri e i mammiferi glittodonti, per un fenomeno di convergenza evolutiva.
Si noti che tanto gli anchilosauri, quanto i glipttodonti, quanto meiolania vissero in mondi ove abbondavano predatori bipedi (per gli anchilosauridi i dinosauri teropodi, per gliptodonti e tartarughe gli uccelli carnivori inetti al volo), i predatori bipedi sono particolarmente vulnerabili al "thagomizer", ovvero alle code dotate di aculei o spine ed agitate nei pressi delle loro lunghe e relativamente vulnerabili zampe.

## Classificazione
Descritta per la prima volta nel 1886 sulla base di una vertebra, la meiolania fu inizialmente ritenuta una lucertola simile ai varani, imparentata con la gigantesca Megalania (da qui il nome generico Meiolania, che richiama quello del grande varano estinto). Successivi ritrovamenti più completi chiarirono che si trattava di una gigantesca tartaruga, imparentata alla lontana con i criptodiri sudamericani. Alcuni animali simili risalenti all'Eocene (o forse addirittura al Cretaceo) sono stati ritrovati in Argentina (Niolamia).
Sono note varie specie di Meiolania: la più nota è M. platyceps, dell'entroterra australiano, di grandi dimensioni.  Altre specie sono M. brevicollis e M. mackayi, rinvenuta in Nuova Caledonia, che fu l'ultima a scomparire. La specie M. oweni, dotata di un largo cranio piatto, è attualmente attribuita a un genere a parte, Ninjemys.

## Stile di vita
La meiolania vagava per l'entroterra australiano cibandosi di cespugli e arbusti; è probabile che allo stadio adulto avesse pochi predatori, grazie alla taglia e alle potenti difese. I piccoli, però, dovevano essere facili prede di carnivori come Thylacoleo, Quinkana e Megalania. Le specie vissute in Nuova Caledonia e nell'isola di Lord Howe, in ogni caso, erano notevolmente più piccole di quelle australiane; questa tendenza può essere ricondotta al fenomeno del nanismo insulare.